# Kcynia (plaats)
Kcynia (Duits: Exin) is een stad in het Poolse woiwodschap Koejavië-Pommeren, gelegen in de powiat Nakielski. De oppervlakte bedraagt 6,8 km², het inwonertal 4712 (2005).

## Verkeer en vervoer
- Station Kcynia